# 374 Dywizja Strzelecka (ZSRR)
374 Dywizja Strzelecka (ros. 374-я стрелковая дивизия) – związek taktyczny (dywizja) Armii Czerwonej.
Sformowana w 1941 roku w związku z niemiecką agresją na ZSRR. Broniła Leningradu, zajęła Estonię. Wojnę zakończyła w Tukums na Łotwie.